# Brigitte Roßbeck
Brigitte Roßbeck (* 19. April 1944 in Zeulenroda; † 30. Dezember 2022) war eine deutsche Historikerin und Schriftstellerin. Sie galt als profunde Kennerin Franz Marcs und hat sich einen Namen als Biografin gemacht.

## Leben
Brigitte Roßbeck wuchs im Ruhrgebiet und in Köln auf. Sie studierte Geschichte und Geographie.
In den 1980er-Jahren zog sie ins oberbayerische Iffeldorf, wo sie bis zu ihrem Tod lebte.
Roßbeck, Mitglied des PEN-Zentrums Deutschland, war verheiratet und hatte einen Sohn.
2023 erhielt sie posthum den Kulturpreis der Gemeinde Iffeldorf.

## Publikationen
In Zusammenarbeit mit Kirsten Jüngling
- Elly Heuss-Knapp. Die erste First Lady. Verlag Eugen Salzer, Heilbronn 1994.
- Elizabeth von Arnim. Insel Verlag, Frankfurt am Main 1996.
- Frieda von Richthofen. Ullstein Verlag, Berlin 1998.
- Franz und Maria Marc. Die Biografie des Künstlerpaares. Verlag Artemis & Winkler, Düsseldorf / Zürich 2000; Taschenbuchausgabe, List Verlag, Berlin 2004, ISBN 978-3-548-60429-9; Taschenbuch Neuausgabe, List Verlag, Berlin 2016, ISBN 978-3-548-61312-3.
- Katia Mann. Die Frau des Zauberers. Propyläen Verlag, Berlin 2003; Taschenbuchausgabe List Verlag, Berlin 2004.
- Schillers Doppelliebe. Die Lengefeld-Schwestern Caroline und Charlotte. Propyläen Verlag, Berlin 2005; Taschenbuchausgabe List Verlag, Berlin 2006, ISBN 978-3-548-60650-7.

In Allein-Autorschaft
- Pfarrkirche St. Vitus in Iffeldorf. Eine Chronik. Iffeldorf 2008.
- Wallfahrtskirche zu Unserer lieben Frau in Iffeldorf. Die Heuwinklkapelle. Eine Chronik. 2. Auflage, Iffeldorf 2008.
- Zum Trotz glücklich. Caroline Schlegel-Schelling und die romantische Lebenskunst. Biografie. Siedler Verlag, München 2008, ISBN 978-3-88680-840-3; Taschenbuchausgabe Pantheon Verlag, München 2009, ISBN 978-3-570-55085-4.
- Marianne von Werefkin. Die Russin aus dem Kreis des Blauen Reiters. Siedler Verlag, München 2010, ISBN 978-3-88680-913-4; Taschenbuchausgabe btb Verlag, München 2015, ISBN 978-3-442-74972-0.
- Franz Marc. Die Träume und das Leben. Biographie. Siedler Verlag, München 2015, ISBN 978-3-88680-982-0.
- Das Deichstetter-Haus in Iffeldorf. Eine Chronik. Hrsg.: Gemeinde Iffeldorf. Iffeldorf Oktober 2016.
- Welch eine überreiche, fruchtbare Zeit …. Franz und Maria Marc in Sindelsdorf. 1909–1914. Hrsg.: Gemeinde Sindelsdorf, Sindelsdorf Oktober 2017.
- Adolf Erbslöh im Spannungsfeld zwischen Neuer Künstlervereinigung München und Blauem Reiter. In: Beate Eickhoff, Gerhard Finckh (Hrsg.): Adolf Erbslöh: Der Avantgardemacher. Ausstellungskatalog. Von der Heydt-Museum, Wuppertal 2017.

Als Herausgeberin
- Maria Marc: Das Herz droht mir manchmal zu zerspringen. Mein Leben mit Franz Marc. Siedler Verlag, München 2016, ISBN 978-3-8275-0035-9.